# Schwoben
Schwoben é uma comuna francesa na região administrativa de Grande Leste, no departamento Alto Reno. Estende-se por uma área de 2,39 km². Em 2010 a comuna tinha 236 habitantes (densidade: 98,7 hab./km²).